# Myrskylä
Myrskylä (szw. Mörskom) – gmina w Finlandii, położona w południowej części kraju, należąca do regionu Uusimaa.
W skład gminy wchodzi:
- 17 wsi: Hallila, Hevonoja, Hyövinkylä, Jaakkola, Kankkila, Kirkonkylä, Koukjärvi, Kreivilä, Kylmäsuo, Metsäkulma, Muttila, Myllykylä, Paavola, Pakila, Palostenmäki, Sopajärvi, Suntianmäki.